# (15501) Pepawlowski
(15501) Pepawlowski (1999 NK10) – planetoida z pasa głównego asteroid okrążająca Słońce w ciągu 4,86 lat w średniej odległości 2,87 j.a. Odkryta 13 lipca 1999 roku.